# 崔佛·里德
崔佛·R·里德（英語：Trevor R. Reed，1991年—），是一名美國海軍陸戰隊退伍軍人，在2019年因襲擊俄羅斯警察而被逮捕。隨後，他被判處九年有期徒刑。他的逮捕被認為這是出於政治目的。在他被捕後，里德的家人發起了公開倡議活動，以爭取他從俄羅斯獲得釋放。
2022年4月，里德在美俄囚犯交換而獲釋。里德的家人因成功發起倡議活動，施壓美國政府使其從俄羅斯獲得釋放，這對於其他被俄羅斯不當羈押的家庭來說是一個重要時刻。這些家庭共同成立了「帶我們的家人回家」運動，並效仿里德家人的策略。

## 生平
里德出生於美國德克薩斯州沃思堡，並在加利福尼亞州特哈查比長大。高中畢業後，里德搬回德克薩斯州並開始上大學。後來他加入美國海軍陸戰隊，並在服役結束後退伍。 
2017年，里德重返大學，在北德克薩斯大學攻讀國際研究學位。作為學位課程的要求，也因他的女朋友是俄羅斯人，他選擇俄語作為外語。

## 事蹟

### 逮捕及判刑
2019年5月，里德前往莫斯科上俄語課，並在暑假探望女友。同月的一次派對後，里德喝得酩酊大醉，以至於一些朋友和他的女友阿麗娜·齊布爾尼克決定離開，讓里德能夠恢復清醒。他們打電話給警察，因為他們認為把里德關在醉酒拘留所會比較安全，兩名警察隨後帶走了里德，並告訴齊布爾尼克他很快就可以接回來。然而，當她到達時，她發現里德的臉部受了瘀傷，而且還有聯邦安全局的官員在那裡對他進行訪問。里德被根據《俄羅斯刑法》第318條第2項的指控進行起訴，該條款涉及針對俄羅斯警察的暴力行為。據俄羅斯當局稱，在他被警察載往派出所的途中，里德試圖抓住駕駛中的警察，導致車子失去控制地擺動。
2020年7月30日，里德被判在俄羅斯監獄服刑九年，包括他自2019年被捕以來的時間。美國駐俄羅斯大使約翰·蘇利文代表美國大使館發表聲明，稱「今天，美國公民崔佛·里德在俄羅斯法院被判有罪，此次審判中，檢方的案件和對里德先生提出的證據是如此荒謬，以至於在法庭上引起了笑聲。甚至法官也笑了。」他進一步保證「我們不會停止努力，直到崔佛獲得釋放並回到美國。」
里德和他的家人一直強烈批評事件發生的方式以及隨之而來的指控。在被判刑後，里德說：「我認為任何有眼睛和耳朵並在這個法庭上的人都知道我是無罪的。」里德的父親喬伊·里德說：「我不知道這是在什麼層面上推動的。但在政府中的某個地方，有人推動崔佛不要離開俄羅斯。這是顯而易見的。沒有任何人，無論是俄羅斯人還是美國人，應該因為這種無聊的事情而被定罪。」
根據齊布爾尼克所作的證詞，警察聲稱車輛因里德的攻擊而擺動是虛假的，她在跟隨他們到警察局時從未看到車輛失控。此外，儘管警車和警察局裡都有監視攝像頭，但沒有任何關於所謂事件的錄像提供給里德的辯護律師。相反，俄羅斯當局聲稱相關錄像已被刪除。

### 獲釋及加入烏克蘭軍隊
2022年4月27日，俄羅斯為了換回因毒品走私罪名被判刑的俄羅斯飛行員康斯坦丁·亞羅申科，里德以囚犯交換為途徑被釋放回美國。回國後，他和家人成為幫助美國人在海外被監禁的倡導者。
2023年，里德加入了烏克蘭軍隊，以抵禦俄羅斯入侵烏克蘭。他在2023年7月份被地雷彈片傷害，由非政府組織送往德國接受治療。他自願參加戰爭的決定以及隨後的受傷引起了美國國務院的「沮喪」，其不鼓勵美國人前往或在烏克蘭服役。
2024年10月9日，俄羅斯聯邦偵查委員會認定里德是在烏克蘭服役的傭兵，並缺席審判其14年半徒刑。里德在社群媒體上嘲笑這項裁決，寫道他「對我所接受的審判合法性表示嚴重懷疑」。